# Македонска мряна
Македонската мряна (Barbus macedonicus) е вид сладководна риба от семейство Шаранови.

## Разпространение
Видът е ендемичен за Северна Македония и Северна Гърция. Обитава реките Вардар, Бистрица, Пеней и техните притоци.